# Hemeya Tanjy
Hemeya Tanjy (ur. 1 maja 1998 w Teyarett) – mauretański piłkarz grający na pozycji napastnika. Od 2018 jest zawodnikiem klubu FC Nouadhibou.

## Kariera klubowa
Swoją karierę piłkarską Tanjy rozpoczął w klubie ASC Tidjikja. W sezonie 2017/2018 zadebiutował w jego barwach w mauretańskiej pierwszej lidze. W 2018 roku przeszedł do FC Nouadhibou. W sezonach 2018/2019, 2019/2020 i 2020/2021 wywalczył z nim trzy tytuły mistrza Mauretanii z rzędu.

## Kariera reprezentacyjna
W reprezentacji Mauretanii Tanjy zadebiutował 13 stycznia 2018 w przegranym 0:4 meczu Mistrzostw Narodów Afryki 2018 z Marokiem, rozegranym w Casablance. W 2019 roku był w kadrze na Puchar Narodów Afryki 2019, jednak nie rozegrał na tym turnieju żadnego meczu. W 2022 został powołany do kadry na Puchar Narodów Afryki 2021. Na tym turnieju rozegrał jeden mecz grupowy, z Tunezją (0:4).